# Honorato Antônio de Lacerda Paim
Honorato Antônio de Lacerda Paim, primeiro e único barão de Lacerda Paim (Cachoeira, 4 de fevereiro de 1831 — Salvador, 5 de agosto de 1913) foi um médico e político brasileiro.
Casou-se duas vezes, a segunda com Maria Isabel Madureira.
Formado em medicina, foi deputado à assembleia constituinte da Bahia em 1891 e deputado provincial, no mesmo estado.
Foi agraciado barão em 8 de agosto de 1888.